# 佐藤博信 (柔道)
佐藤 博信（さとう ひろのぶ、1967年4月25日 - ）は、宮城県柴田郡村田町出身の日本の柔道家、体育学者。関西学院大学人間福祉学部准教授。
仙台育英高校→日本体育大学へ進学。
日体大卒業後は大阪産業大学（大阪府大東市） 教員→関西学院大学（兵庫県西宮市） 教員。
長男はプロ野球の阪神タイガースに所属する佐藤輝明。

## 人物
仙台育英高校柔道部から、日本体育大学に進学。日体大では「平成の三四郎」古賀稔彦氏と同期入学。日本体育大学2年の時に全日本学生柔道優勝大会の準決勝　天理大学戦で当時、小川直也（明治大）と並び学生重量級のホープであった中谷弘を終始攻め、背負投で破る大金星を挙げる。チームは敗れたが3位進出の原動力となる。その後、無差別で争われる全日本学生選手権では86kg級の選手ながら3位となった。4年の時には日体大柔道部の副キャプテンとなる。（キャプテンは古賀稔彦氏）正力杯の86kg級決勝で日大4年の山本旗六に敗れて2位。続く正力国際では準決勝で後に世界チャンピオンとなる東海大学1年の中村佳央を有効で破るも、決勝でソ連のビタリー・ブデュキンに腕挫十字固で敗れて2位に終わった。
1990年には大阪産業大学の教員となり同大学のコーチを務める。1991年の講道館杯では大学の5年後輩となる日体大1年の田辺勝を合技で破って優勝を飾った。この際に、佐藤は努力型の好選手ながら精神的なやさしさから壁を破れずにいたが、跳ねる、刈る、担ぐと3拍子揃っているのみならず、身体的にも外国選手に対抗できるものがあるので今後が期待できる選手との評価が与えられた。
引退して暫く経った2003年には六本木のヴェルファーレで開催されたBJJのプロ大会である｢柔術DESAFIO｣に出場するが、世界チャンピオンのホナウド・ジャカレイに三角絞で敗れた。
その後、関西学院大学人間福祉学部の准教授に就任した。

## 主な戦績
- 1987年 -　優勝大会　3位
- 1987年 -　全日本学生選手権　無差別　3位
- 1988年 -　チェコ国際　優勝
- 1989年　- 正力杯　2位
- 1990年　- 正力国際　2位
- 1991年　- 講道館杯　優勝

(出典、JudoInside.com)。